# Spergularia bungeana
Spergularia bungeana är en nejlikväxtart som beskrevs av N.N. Tzvelev. Spergularia bungeana ingår i släktet rödnarvar, och familjen nejlikväxter. Inga underarter finns listade i Catalogue of Life.